# Automobiles Dangel
Automobiles Dangel — французька спеціалізована автомобільна компанія, що базується в місті Сентайм, у регіоні Ельзас у Франції. З 1980 року компанія випускає версії 4х4 автомобілів Citroën та Peugeot. Першою її переробкою став Peugeot 504, і відтоді Dangel переобладнав понад 22 000 автомобілів.

## Історія
Його засновник Генрі Дангел розпочав свою автомобільну кар'єру наприкінці 1960-х років. Спочатку Дангел займався виробництвом спортивних автомобілів, а починаючи з кінця шістдесятих років, здійснив перші переробки на повний привід автомобілів Peugeot за безпосередньої допомоги інженерів фірми Peugeot. У 1980 році він заснував компанію Dangel. Компанія, що базується в Сентаймі (департамент Верхній Рейн), спеціалізується на модифікації цивільних транспортних засобів із приводом на два колеса на повнопривідні (4 × 4). Першим модернізованим автомобілем був Peugeot 504.
Модифікації полягають у встановленні системи повного приводу, доданні заднього та / або переднього диференціалів а також збільшенні дорожнього просвіту.

## Моделі
Сучасні моделі:
- Citroën Berlingo
- Peugeot Partner
- Peugeot Rifter
- Citroën Jumper
- Fiat Ducato
- Peugeot Boxer
- Toyota ProAce

|                   |
| Opel Combo Dangel |

|                       |
| Peugeot Rifter Dangel |

|                                             |
| Пожежно-рятувальний Citroën Berlingo Dangel |

|                         |
| Citroën Berlingo Dangel |

У минулому Дангел також працював над:
- Peugeot 504
- Peugeot 505
- Citroën C15
- Citroën C25
- Peugeot J5

|                             |
| 1984 Peugeot 504 4x4 Dangel |

|                                     |
| 1986 Peugeot 504 Pick-up Dangel 4x4 |

|                              |
| Peugeot 505 Break Dangel 4x4 |

Інші моделі, які залишились у стані прототипу :
- Peugeot 205
- Peugeot 305
- Peugeot 306 Паризький автосалон 2002 року
- Peugeot 309
- Citroën Visa V6